# Josef Konárovský
Josef Konárovský (7. března 1840 Kostelec nad Labem – 21. března 1899 Třešť) byl rakouský lékař a politik české národnosti z Moravy, poslanec Moravského zemského sněmu.

## Biografie
Medicínu vystudoval na Karlo-Ferdinandově univerzitě v Praze. Na doktora lékařství byl promován roku 1866. V roce 1866 během prusko-rakouské války působil jako vojenský lékař. Potom působil jako lékař v Třešti. Byl prvním českým lékařem s vysokoškolským titulem ve městě Třešť. Byl taky veřejně a politicky činný. Patřil mezi zakladatele první české záložny v Třešti, místního sboru dobrovolných hasičů i Sokola. Měl rovněž podíl na založení měšťanské školy v Třešti, která byla první českou měšťankou na Moravě.
Zapojil se i do vysoké politiky. V zemských volbách v září 1871 byl zvolen na Moravský zemský sněm, kde zastupoval kurii venkovských obcí, obvod Jihlava, Vel. Meziříčí, Třebíč. Uspěl zde i v krátce poté konaných zemských volbách v prosinci 1871. Patřil mezi kandidáty federalistického volebního výboru. V českém tisku označován jako národovecký kandidát (Národní strana, staročeská). Mandátu byl zbaven v listopadu 1872. Na sněm ve vrátil v doplňovacích volbách v listopadu 1873, kdy je uváděn jako staročech. Mandát zde obhájil i v řádných zemských volbách roku 1878 za kurii venkovských obcí, obvod Jihlava, Telč.
Zemřel v březnu 1899 ve věku 59 let, byv raněn mrtvicí.